# 972
سنة 972 م كانت سنة كبيسة تبدأ يوم الإثنين (الرابط يظهر نموذج التقويم الكامل للسنة) من التقويم اليولياني.

## مواليد
- الماوردي

## وفيات
- سفياتوسلاف الأول